# Ghirlanda (affresco)
Ghirlanda è un affresco rinvenuto nella villa di Publio Fannio Sinistore nell'agro pompeiano e custodito all'interno del Museo archeologico nazionale di Napoli.

## Storia
L'affresco venne realizzato intorno al 60 a.C. e decorava la parete ovest del peristilio del villa di Publio Fannio Sinistore. L'opera fu ritrovata tra il 1894 e il 1895 durante gli scavi archeologici che interessarono l'abitazione, staccata dalla sua collocazione originale insieme al resto delle pitture che decoravano la stanza e conservata momentaneamente alla stazione di Boscoreale e successivamente al Museo nazionale di Napoli.

## Descrizione
Il frammento di affresco recuperato fa parte del fregio della muratura ovest del peristilio della villa. Partendo da sinistra, una colonna scanalata con capitello in ordine corinzio funge da ancoraggio per un festone di rami da cui pendono dei frutti: in particolare si riconosce un gruppo di mele cotogne, pere gialle, rami di nocciolo, prugne gialle e fiori rossi fino a un centrale gruppo di otto melograni; un gancio ad anello in argento fissa il festone che prosegue con rami di edera e tralci di viti dove si denotano altri fiori rossi. Il festone proseguiva poi nella risalita verso un'altra colonna, raggiungendo presumibilmente una lunghezza di circa tre metri e mezzo.